# Цесис
Цесис (лет. Cēsis) је један од значајних градова у Летонији. Цесис је седиште истоимене општине Цесис.

## Географија
Цесис је смештен у средишњем делу Летоније, у историјској покрајини Видземији. Од главног града Риге град је удаљен 90 km североисточно.
Град Цесис развио се обали реке Гаује, на приближно 105 метара надморске висине. Око града је равничарско подручје.

## Становништво
Цесис данас има приближно 19.000 становника и последњих година број становника стагнира.
Матични Летонци чине већину градског становништва Цесиса (75%), док остатак чине Словени, махом Руси (15%).

## Знаменитости
Старо језгро Цесиса спада у најочуванија у целој Летонији. Њега чини неколико улица са средишњим тргом и већи број здања, палата, цркава и трговачких кућа.

## Партнерски градови
- Ахим
- Венафро
- Tyresö Municipality
- Рокишкис
- Раквере

## Галерија
- Средишњи трг у Цесису
- Лутеранска Катедрала св. Јована Крститеља
- Градски дворац
- Симбол града - стара ветрењача